# Сельское поселение «Деревня Порослицы»
Сельское поселение «Деревня Порослицы» — муниципальное образование в составе Юхновского района Калужской области России.
Административный центр — деревня Порослицы.

## Население
| 2010 | 2012 | 2013 | 2014 | 2015 | 2016 | 2017 |
| ---- | ---- | ---- | ---- | ---- | ---- | ---- |
| 489  | ↘480 | ↘473 | ↘470 | ↘453 | ↘441 | ↘438 |
| 2018 | 2019 | 2020 | 2021 |      |      |      |
| ↘437 | ↘431 | ↘428 | ↗450 |      |      |      |

## Состав
В сельское поселение входят 7 населённых  пунктов:
- деревня Выползово
- деревня Губановка
- деревня Ерёмино
- деревня Околенск
- деревня Порослицы
- село Санатория «Павлищев Бор»
- деревня Травкино